# Strmec Remetinečki
Strmec Remetinečki es una localidad de Croacia en la ciudad de Novi Marof, condado de Varaždin.

## Geografía
Se encuentra a una altitud de 252 m s. n. m. a 72,3 km de la capital nacional, Zagreb.

## Demografía
En el censo 2011, el total de población de la localidad fue de 512 habitantes.
| Gráfica de población de Strmec Remetinečki 1857-2011                |
|                                                                     |
| Según los censos de población de la oficina estadística de Croacia. |